# Lothar Meister
Lothar Meister (26 de enero de 1931-31 de enero de 2021) fue un deportista de la RDA que compitió en ciclismo en la modalidad de pista. Ganó dos medallas en el Campeonato Mundial de Ciclismo en Pista, oro en 1958 y bronce en 1959.

## Medallero internacional
| Campeonato Mundial | Campeonato Mundial       | Campeonato Mundial | Campeonato Mundial |
| Año                | Lugar                    | Medalla            | Competición        |
| ------------------ | ------------------------ | ------------------ | ------------------ |
| 1958               | París (Francia)          | Medalla de oro     | Medio fondo (A)    |
| 1959               | Ámsterdam (Países Bajos) | Medalla de bronce  | Medio fondo (A)    |